# Bernard Pagel
Pour les articles homonymes, voir Pagel.
Bernard Ephraim Julius Pagel (4 janvier 1930 - 14 juillet 2007) est un astrophysicien britannique qui travaille sur la mesure et l'interprétation des abondances élémentaires dans les étoiles et les galaxies.

## Biographie
Fils du médecin et historien médical Walter Pagel et petit-fils du médecin allemand Julius Pagel, il est né à Berlin en 1930, mais part avec sa famille en Grande-Bretagne en 1933 pour éviter la persécution croissante des Juifs en Allemagne à cette époque. Il fait ses études à la Merchant Taylors' School de Northwood et au Sidney Sussex College de Cambridge, d'où il est diplômé avec mention très bien en physique en 1950. Il reste à Cambridge pour poursuivre ses études, obtenant son doctorat en 1955. Il est chercheur au Sidney Sussex College de 1953 à 1956. En 1956, il s'installe à l'Observatoire royal de Greenwich au château de Herstmonceux où il passe la plus grande partie de sa carrière, avant d'accéder au grade de directeur scientifique adjoint. En 1967, il devient lecteur invité (et plus tard professeur invité) en astronomie à l'Université du Sussex. À sa retraite de l'Observatoire royal de Greenwich en 1990, il devient titulaire d'une chaire à l'Institut nordique de physique théorique (NORDITA) à Copenhague. Il prend sa retraite une deuxième fois en 1998 et retourne dans le Sussex, mais reste scientifiquement actif jusqu'à sa mort.
En 1990, il reçoit la médaille d'or de la Royal Astronomical Society, la plus haute distinction de la Société, et en 1992, il est élu membre de la Royal Society.
Pagel est mort à Ringmer, Sussex de l'Est.